# Eat the Document
Eat the Document – amerykański film dokumentalny z 1972 w reżyserii Boba Dylana. Film został nakręcony podczas trasy koncertowej w Wielkiej Brytanii w 1966. Dokumentuje szczególny moment, kiedy Dylan wprowadza do akustycznej gry piosenkarza folkowego elektryczną gitarę, co spotkało się z falą krytyki. 

## Opis
Eat the Document to film dokumentalny z trasy Boba Dylana i grupy The Hawks w Wielkiej Brytanii w 1966. Został nakręcony, pod kierunkiem Dylana, przez D.A. Pennebakera, którego dokument Dont Look Back był kroniką brytyjskiej trasy Dylana z 1965. Film został pierwotnie zamówiony przez amerykańską stację telewizyjną ABC w ramach cyklu programów ABC Stage 67. Montaż filmu opóźnił się z powodu wypadku motocyklowego Dylana w lipcu 1966. Po zakończeniu leczenia, piosenkarz razem z Howardem Alką ukończył realizację dokumentu jednak stacja ABC odrzuciła film jako niezrozumiały dla szerokiej publiczności. Eat the Document nigdy nie został wydany na wideo. W 1968 ukazał się album koncertowy The Bootleg Series Vol. 4: Bob Dylan Live 1966, The „Royal Albert Hall” Concert. Na początku lat 70., pokazano go w New York's Academy of Music i Whitney Museum of American Art. Niektóre sceny z filmu wykorzystał Martin Scorsese w swoim filmie dokumentalnym z 2005 No Direction Home o Bobie Dylanie.
Eat the Document zawiera m.in. materiał z koncertu w Free Trade Hall w Manchesterze, podczas którego jeden z widzów wykrzyknął „Judasz!”. Miało to związek z użyciem przez Dylana gitary elektrycznej, co w tamtym czasie fani muzyki folkowej postrzegali jako zdradę. Na filmie znalazły się fragmenty piosenek z różnych koncertów w tym: Tell Me, Momma, I Don’t Believe You (She Acts Like We Never Have Met), Ballad of a Thin Man, i One Too Many Mornings. Ujęte są też sceny z pokoi hotelowych w których Dylan i Robbie Robertson pracują nad nowymi utworami, z których większość została niewydana i nieopublikowana. Wśród tych piosenek jest I Can't Leave Her Behind, która została później wykorzystana przez Stephena Malkmusa jako soundtrack do filmu z 2007, inspirowanego życiem i muzyką Dylana, I’m Not There w reżyserii Todd Haynes.
Na filmie znalazła się także scena w której Dylan gra na fortepianie w duecie z Johnnym Cashem wykonujący utwór Cash'a I Still Miss Someon, a także sceny z udziałem Johna Lennona. Niektóre bootlegowe wersje Eat the Document zawierają długą scenę w której Dylan znajduje się w limuzynie z Johnem Lennonem w dniu 27 maja 1966.
W 2003 wydano koncertowe DVD Eat the Document z materiałem bonusowym.

## Obsada
- Bob Dylan
- Richard Manuel
- Robbie Robertson
- Rick Danko
- Garth Hudson
- John Lennon
- Johnny Cash
- Richard Alderson
- Albert Grossman
- Mickey Jones
- Bob Neuwirth